# Pterospathodus
Genre
Pterospathodus est un genre éteint de conodontes du Silurien.

## Espèces
- †Pterospathodus amorphognathoides
- †Pterospathodus celloni
- †Pterospathodus eopennatus

## Utilisation en stratigraphie
Le sommet du Télychien (étage à la fin de l'époque du Llandovery, au Silurien), qui est aussi la base du Sheinwoodien, peut être défini en Estonie par cinq zones à conodontes (Pterospathodus eopennatus ssp. n. 1, P. eopennatus ssp. n. 2, P. amorphognathoides angulatus, P. a. lennarti et de P. a. lithuanicus).